# エスタディオ・ナシオナル (リマ)
エスタディオ・ナシオナル・デル・ペルー （Estadio Nacional del Perú）は、ペルーの首都リマにある国営スタジアム。
ペルー国内では、エスタディオ・モヌメンタル、エスタディオ・ウニベルシダ・サン・マルコスに次いで3番目の規模を持つスタジアムである。

## 概要
それまであった旧スタジアムを取り壊し、1952年10月に完成。
1964年5月24日に東京オリンピックサッカー予選アルゼンチン戦で大暴動が発生、318人が死亡、500人が負傷する大惨事となった（エスタディオ・ナシオナルの悲劇）。これを受け、大規模な改修を行った結果53000人から45000名となった。
1953年に開催されたサッカー南米選手権、2004年のコパ・アメリカの主要会場をはじめ、2005年のFIFA U-17世界選手権などのサッカー大会、また陸上競技会としても使用されている。2009年から2011年にかけて、屋根付きスタジアムを含めた大規模な近代化工事が、1億5000万ソルの建設費をかけて行われた。
2019年にはパンアメリカン大会の主会場として使用され、2027年大会も同様。

## コパ・アメリカ2004
| 日時          | チーム#1     | 結果        | チーム#2   | ラウンド  |
| ------------- | ------------ | ----------- | ---------- | --------- |
| 2004年7月6日  | ベネズエラ   | 0–1         | コロンビア | グループA |
| 2004年7月6日  | ペルー       | 2–2         | ボリビア   | グループA |
| 2004年7月9日  | コロンビア   | 1–0         | ボリビア   | グループA |
| 2004年7月9日  | ペルー       | 3–1         | ベネズエラ | グループA |
| 2004年7月20日 | アルゼンチン | 3–0         | コロンビア | 準決勝    |
| 2004年7月21日 | ウルグアイ   | 1–1 (3–5 p) | ブラジル   | 準決勝    |
| 2004年7月25日 | アルゼンチン | 2–2 (2–4 p) | ブラジル   | 決勝      |

## 2005 FIFA U-17世界選手権
| 日時          | チーム#1       | 結果 | チーム#2         | ラウンド  |
| ------------- | -------------- | ---- | ---------------- | --------- |
| 2005年9月16日 | ウルグアイ     | 0–2  | メキシコ         | グループB |
| 2005年9月16日 | トルコ         | 1–0  | オーストラリア   | グループB |
| 2005年9月19日 | メキシコ       | 3–0  | オーストラリア   | グループB |
| 2005年9月19日 | ウルグアイ     | 2–3  | トルコ           | グループB |
| 2005年9月23日 | アメリカ合衆国 | 1–1  | コートジボワール | グループC |
| 2005年9月23日 | ガンビア       | 0–2  | オランダ         | グループD |
| 2005年10月2日 | オランダ       | 2–0  | トルコ           | 3位決定戦 |
| 2005年10月2日 | メキシコ       | 3–0  | ブラジル         | 決勝      |